# MyScienceWork
MyScienceWork es una red social profesional científica dedicada al acceso abierto. Permite a los científicos, ingenieros y estudiantes crear gratuitamente su propia ficha profesional, perfil, currículo y lista de publicaciones. Esta red social dedicada a los científicos, además de ofrecer la posibilidad de crear grupos de trabajo, páginas para congresos, eventos y noticias, permite la publicación de ofertas de empleo científicas que cada usuario puede consultar libremente en la plataforma.
La plataforma tiene vocación internacional y está disponible en 6 idiomas: alemán, español, francés, inglés, italiano y portugués.

## Historia
MyScienceWork fue creada en agosto del 2010 por dos franceses: Virginie Simon, investigadora en nanotecnologías contra el cáncer, y Tristan Davaille, ingeniero financiero. Disponible en línea desde enero del 2013, MyScienceWork permite el acceso para todo el mundo a más de 2500 bases de datos científicas, más de 25 millones de metadatos y más de 1 millón de artículos.

## MyScienceWork y el acceso abierto
MyScienceWork promueve la difusión de la literatura científica en «acceso abierto». Su buscador recopila datos en las principales bases de datos de acceso abierto como PubMed, CiteSerr, DOAJ, Research Papers in Economics, ArXiv, HAL, Abes, BioMed Central, CERN, Persée, Revues.org, TEL, ORBI, Public Library of Science.
En el 2012, MyScienceWork organizó por primera vez en Francia la Semana Internacional del Open Access a través de dos conferencias que tuvieron lugar en París: la primera se organizó en la universidad Pierre et Marie Curie, la segunda en la sede francesa de la Unesco.

## MyScienceNews, página web de divulgación científica
MyScienceNews es el medio de comunicación científica de MyScienceWork. Está página se dedica a la publicación de artículos de noticias relacionadas con el ámbito de la investigación profesional multidisciplinaria. Contiene artículos de noticias científicas, vídeos, biografías de investigadores, artículos de opinión y dossiers temáticos sobre el acceso abierto, el lugar que ocupan las mujeres en la ciencia, el doctorado y la ciencia 2.0. Desde febrero de 2013, MyScienceNews publica cada lunes un nuevo capítulo de Knock Knock Doc, una serie web francesa dedicada a los doctorandos.
En 2014 MyScienceWork incorporó la tarifa premium de 80$ mensuales, dirigida a los investigadores que no están afiliados a ningún centro de investigación o universidad, para que puedan acceder a millones de artículos de pago de bases de datos de pago de prestigiosas editoriales como Elsevier, ASPET, East View o Annual Reviews.

### Prensa
- Artículo (en francés) publicado en Le Monde sobre las redes sociales para investigadores _ Des « Facebook » pour chercheurs sur Le Monde, 14 Janvier 2012
- MyScienceWork mencionado en la revista francesa Challenges (artículo en francés) _ Challenge : six conseils aux étudiants d'universités pour réussir en s'appuyant sur son réseau, 26 mai 2011

- Datos: Q13518778